# 清川栄治
清川 栄治（きよかわ えいじ、1961年9月21日 - 2024年5月5日）は、京都府京都市上京区出身のプロ野球選手（投手、左投左打）、野球解説者。

## 経歴

### プロ入り前
少年時代から体が小さく、小学校、中学校で整列するときはいつも前から2番目だった。小学6年から投手を始めたが、小さいときに父を病気で亡くしており、甲子園を目指すなら、京都府では学費の高い私立学校へ進学するしかないことから、中学時代から6年間一日も欠かさず朝夕の新聞配達をして家計を助け、自宅裏にあった京都商業高へ進学した。
高校2年次に1978年夏の甲子園に出場。1回戦で県岐阜商を相手にリリーフで甲子園初登板を果たすが、8回に逆転され2-3で惜敗。翌1979年はエースとして地区予選で完封もしたが、準々決勝で乙訓高に敗退した。
高校卒業後は、大阪商業大学へ進学し硬式野球部に入部。大学1年春から即戦力となり、関西六大学野球リーグでは通算49試合に登板し24勝（当時のリーグ最多勝利記録）8敗、防御率1.91、ベストナイン1回受賞。大学4年時に調子を崩したことと、同期の川原新治が77イニング無失点のリーグ新記録を樹立しスカウトの注目を浴びたこともあり、ドラフトの指名にはかからなかった。

### 現役時代

#### 第一次広島時代
どうしてもプロへの気持ちを捨てきれず、1983年オフにドラフト外で広島東洋カープに入団。背番号は48。しかし、当時の広島カープは12球団随一の投手王国。確固たる役割の与えられた12-13人で1年間シーズンを回していくため、今日とは違って一、二軍の入れ替えはほとんどなし。ましてや先発に割って入る隙など、皆無といっていい中でのプロ野球人生のスタート。ただのサウスポーというだけでは二軍の監督・コーチも振り向いてもくれない。自分しかいない"オンリーワン"を目指すしか生き残れる道はないと悟る。錚々たる投手陣の中で一軍に残るためには、上手投げからサイドスローへ転向して左打者を完璧に封じることが唯一の活路だと思うようになる。投手王国といわれた当時の広島において、アンダー気味の変則サイドスローからの緩急を付けたピッチングを武器に中継ぎ投手（主にワンポイントリリーフ）として活躍。
1986年、一軍に定着し50試合に登板。津田恒実がリリーフに配置転換され、初めて一軍で左専用のリリーフという形になる。西武ライオンズから広島に復帰した同じサイドスローの小林誠二の投法から大きな影響を受けた。
1987年、5月16日から7月2日まで7試合で29人連続で出塁を許さなかった。ナゴヤ球場で29人目に落合博満を右飛に取った後、宇野勝に右翼席に本塁打を打たれた。
1988年、4月20日の対読売ジャイアンツ戦（東京ドーム）で登板106試合目にして初勝利を手にした。初勝利の感想は、「とうとう勝ってしまった」。また、初登板から114試合連続敗戦なしの日本プロ野球記録を保持していた（後に桟原将司らが更新）。
1991年、5月29日に野林大樹との交換トレードで近鉄バファローズに移籍。

#### 近鉄時代
近鉄でも貴重な左のリリーフとして投手陣を支えた。1991年6月16日の対西武戦（ナゴヤ球場）で9回一死満塁の場面で4番手で登板し、2/3回を投げて無失点で移籍後初セーブ、8月31日の対福岡ダイエーホークス戦（平和台球場）では4番手で登板し、2回無失点で移籍後初勝利を挙げた。
1997年、438試合連続救援登板し、当時の日本プロ野球記録を樹立したが、5月に肩痛のため、出場選手登録を抹消。10月1日に球団から戦力外通告を受ける。

#### 第二次広島時代
1998年、広島に7年ぶり復帰した。背番号は近鉄時代と同じ47。同年に現役を引退した。
登板した438試合は全てリリーフのみで、左のスペシャリストとして15年間のプロ生活を全うした。また、自称「本格派の投手」というように、投球イニング数を上回る奪三振数を記録している。

### 引退後
1999年、広島東洋カープの二軍投手コーチに就任。背番号は81。2000年に一軍投手コーチ、2001年から2005年まで二軍投手コーチ、2006年には再び一軍投手コーチとなった。
2007年、オリックス・バファローズの二軍投手コーチに就任。背番号は70。
2008年、5月22日にテリー・コリンズの監督辞任に伴いマイク・ブラウン一軍投手チーフコーチが辞任したため、一軍投手コーチ（ブルペン担当）に配置転換。
2009年、6月9日に一軍投手コーチ（ベンチ担当）に配置転換。6月19日に佐々木修と入れ替わりで、一軍投手チーフコーチに配置転換。
2010年、一軍投手コーチ（ブルペン担当）に配置転換。
2011年、二軍投手コーチに配置転換。
2013年、日立製作所の投手コーチに就任。また、野球解説者としてJ SPORTSの広島主催試合やFOX SPORTSのオリックス主催試合を担当。
2014年、埼玉西武ライオンズの一軍投手コーチ（ベンチ担当）に就任。背番号は91。同年5月27日より石井丈裕と入れ替わりで、一軍投手コーチ（ブルペン担当）となった。その後は2015年から2017年までは二軍投手コーチを担当。2018年からは、二軍育成担当となりコーチ登録を外れ、主に残留組やリハビリ組の指導にあたった。背番号は無し。
2019年は二軍巡回投手コーチとして、再びコーチ登録された、背番号は92。翌2020年からはファーム投手総合コーチを担当。2023年限りで退任し、投手育成アドバイザーの職に就いたが前年より闘病していた。西武のコーチとしては髙橋光成、今井達也を育てた。
2024年5月5日、悪性腫瘍のため東京都内の病院で死去した。62歳没。

## 契約更改でのエピソード
今日ではセットアッパーや最多ホールドなど、中継ぎ投手も記録が残るが、まだそのような記録のなかった時代で勝ち負け、セーブといった表に出る記録とは無縁の野球人生だった。激務の割に給料が上がらないと悩んだ清川は、毎年年俸交渉の際に球団が差し出す、全登板試合の事細かい査定表以上に細かい記録を自分で付けて出し交渉に望んだ。その一例が『週刊ベースボール』の「記録の手帳」で紹介されていたインヘリテッド率と呼ばれるもので、自分の投球で本塁に返した走者の数を、前の投手が残した走者の数で割ったものであった。これを見せられた球団社長の前田泰男が興味を示し、球団が譲歩して年俸アップを勝ち取った。
後に発売された漫画『グラゼニ』の主人公・凡田夏之介には、同じ中継ぎ左腕で給料に関するエピソードなど共通点が多く親近感を覚えたという。

## 詳細情報

### 年度別投手成績
| 年 度      | 球 団      | 登 板 | 先 発 | 完 投 | 完 封 | 無 四 球 | 勝 利 | 敗 戦 | セ 丨 ブ | ホ 丨 ル ド | 勝 率 | 打 者 | 投 球 回 | 被 安 打 | 被 本 塁 打 | 与 四 球 | 敬 遠 | 与 死 球 | 奪 三 振 | 暴 投 | ボ 丨 ク | 失 点 | 自 責 点 | 防 御 率 | W H I P |
| ---------- | ---------- | ----- | ----- | ----- | ----- | -------- | ----- | ----- | -------- | ----------- | ----- | ----- | -------- | -------- | ----------- | -------- | ----- | -------- | -------- | ----- | -------- | ----- | -------- | -------- | ------- |
| 1984       | 広島       | 1     | 0     | 0     | 0     | 0        | 0     | 0     | 0        | --          | ----  | 9     | 2.0      | 3        | 0           | 0        | 0     | 0        | 3        | 0     | 0        | 1     | 1        | 4.50     | 1.50    |
| 1985       | 広島       | 12    | 0     | 0     | 0     | 0        | 0     | 0     | 0        | --          | ----  | 63    | 15.1     | 14       | 2           | 3        | 1     | 0        | 17       | 0     | 0        | 7     | 5        | 2.93     | 1.11    |
| 1986       | 広島       | 50    | 0     | 0     | 0     | 0        | 0     | 0     | 1        | --          | ----  | 166   | 42.1     | 31       | 4           | 10       | 3     | 2        | 45       | 0     | 0        | 14    | 12       | 2.55     | 0.97    |
| 1987       | 広島       | 41    | 0     | 0     | 0     | 0        | 0     | 0     | 1        | --          | ----  | 163   | 42.1     | 28       | 2           | 7        | 0     | 0        | 37       | 1     | 0        | 10    | 10       | 2.13     | 0.83    |
| 1988       | 広島       | 39    | 0     | 0     | 0     | 0        | 3     | 1     | 1        | --          | .750  | 172   | 41.1     | 38       | 5           | 10       | 2     | 2        | 43       | 0     | 0        | 14    | 13       | 2.83     | 1.16    |
| 1989       | 広島       | 44    | 0     | 0     | 0     | 0        | 3     | 2     | 0        | --          | .600  | 145   | 33.2     | 26       | 4           | 16       | 5     | 3        | 40       | 1     | 0        | 12    | 10       | 2.67     | 1.25    |
| 1990       | 広島       | 22    | 0     | 0     | 0     | 0        | 0     | 0     | 0        | --          | ----  | 84    | 18.0     | 23       | 3           | 7        | 2     | 0        | 18       | 0     | 0        | 10    | 8        | 4.00     | 1.67    |
| 1991       | 広島       | 4     | 0     | 0     | 0     | 0        | 0     | 0     | 0        | --          | ----  | 6     | 0.2      | 1        | 0           | 2        | 0     | 0        | 0        | 0     | 0        | 1     | 1        | 13.50    | 4.50    |
| 1991       | 近鉄       | 30    | 0     | 0     | 0     | 0        | 2     | 3     | 4        | --          | .400  | 115   | 28.0     | 20       | 4           | 11       | 1     | 0        | 30       | 3     | 0        | 8     | 7        | 2.25     | 1.07    |
| '91計      | 近鉄       | 34    | 0     | 0     | 0     | 0        | 2     | 3     | 4        | --          | .400  | 121   | 28.2     | 21       | 4           | 13       | 1     | 0        | 30       | 3     | 0        | 9     | 8        | 2.51     | 1.15    |
| 1992       | 近鉄       | 36    | 0     | 0     | 0     | 0        | 2     | 2     | 5        | --          | .500  | 172   | 44.0     | 32       | 7           | 10       | 0     | 0        | 49       | 1     | 0        | 18    | 15       | 3.07     | 0.95    |
| 1993       | 近鉄       | 23    | 0     | 0     | 0     | 0        | 1     | 0     | 0        | --          | 1.000 | 91    | 21.0     | 22       | 3           | 5        | 2     | 2        | 25       | 0     | 0        | 8     | 8        | 3.43     | 1.29    |
| 1994       | 近鉄       | 37    | 0     | 0     | 0     | 0        | 0     | 0     | 0        | --          | ----  | 77    | 18.1     | 13       | 1           | 10       | 4     | 1        | 16       | 1     | 0        | 6     | 6        | 3.18     | 1.36    |
| 1995       | 近鉄       | 39    | 0     | 0     | 0     | 0        | 1     | 1     | 0        | --          | .500  | 131   | 33.2     | 20       | 5           | 12       | 1     | 1        | 28       | 0     | 0        | 11    | 11       | 2.94     | 0.95    |
| 1996       | 近鉄       | 44    | 0     | 0     | 0     | 0        | 1     | 1     | 0        | --          | .500  | 71    | 17.0     | 15       | 1           | 5        | 0     | 0        | 18       | 0     | 0        | 6     | 6        | 3.18     | 1.18    |
| 1997       | 近鉄       | 7     | 0     | 0     | 0     | 0        | 0     | 0     | 0        | --          | ----  | 17    | 3.0      | 7        | 1           | 2        | 0     | 1        | 3        | 0     | 0        | 5     | 5        | 15.00    | 3.00    |
| 1998       | 広島       | 9     | 0     | 0     | 0     | 0        | 0     | 0     | 0        | --          | ----  | 13    | 3.1      | 1        | 0           | 2        | 0     | 0        | 3        | 0     | 0        | 1     | 1        | 2.70     | 0.90    |
| 通算：15年 | 通算：15年 | 438   | 0     | 0     | 0     | 0        | 13    | 10    | 12       | --          | .565  | 1495  | 364.0    | 294      | 42          | 112      | 21    | 12       | 375      | 7     | 0        | 132   | 119      | 2.94     | 1.12    |

### 記録
初記録
- 初登板：1984年10月8日、対読売ジャイアンツ26回戦（広島市民球場）、6回表に4番手で救援登板、2回1失点
- 初奪三振：同上、6回表に村田真一から
- 初セーブ：1986年5月26日、対ヤクルトスワローズ8回戦（広島市民球場）、9回表二死に3番手で救援登板・完了、1/3回無失点[25]
- 初勝利：1988年4月20日、対読売ジャイアンツ2回戦（東京ドーム）、7回裏二死に3番手で救援登板、2回無失点[26]

その他の記録
- 438試合連続救援登板：1997年4月16日、対福岡ダイエーホークス2回戦（大阪ドーム）、7回表二死に2番手で救援登板、浜名千広に右中間に3点適時二塁打を浴び降板・1失点 ※プロ野球記録（当時、後に橋本武広・藤田宗一・五十嵐亮太・宮西尚生が更新）

### 背番号
- 48（1984年 - 1987年）
- 19（1988年 - 1991年途中）
- 47（1991年途中 - 1998年）
- 81（1999年 - 2006年）
- 70（2007年 - 2012年）
- 91（2014年 - 2017年）
- 92（2019年 - 2023年）